# 洛桑高等商学院
洛桑高等商学院（HEC Lausanne）是洛桑大学的附属商学院，现有学生1900人，教师84人。学院學士学位授权学科2个，硕士学位授权学科6个，博士学位授权学科7个，还开设了许多高级工商管理硕士（EMBA）项目和研究生项目，所有学位的课程设置都符合博洛尼亚进程的标准。

## 学院历史

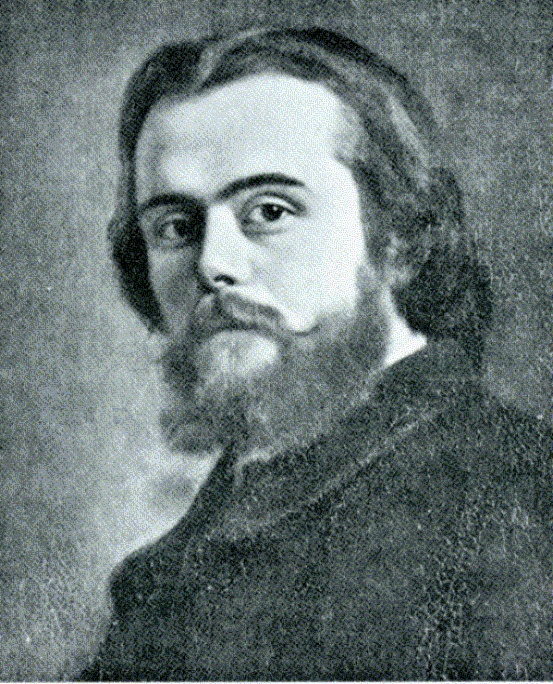
瓦尔拉斯

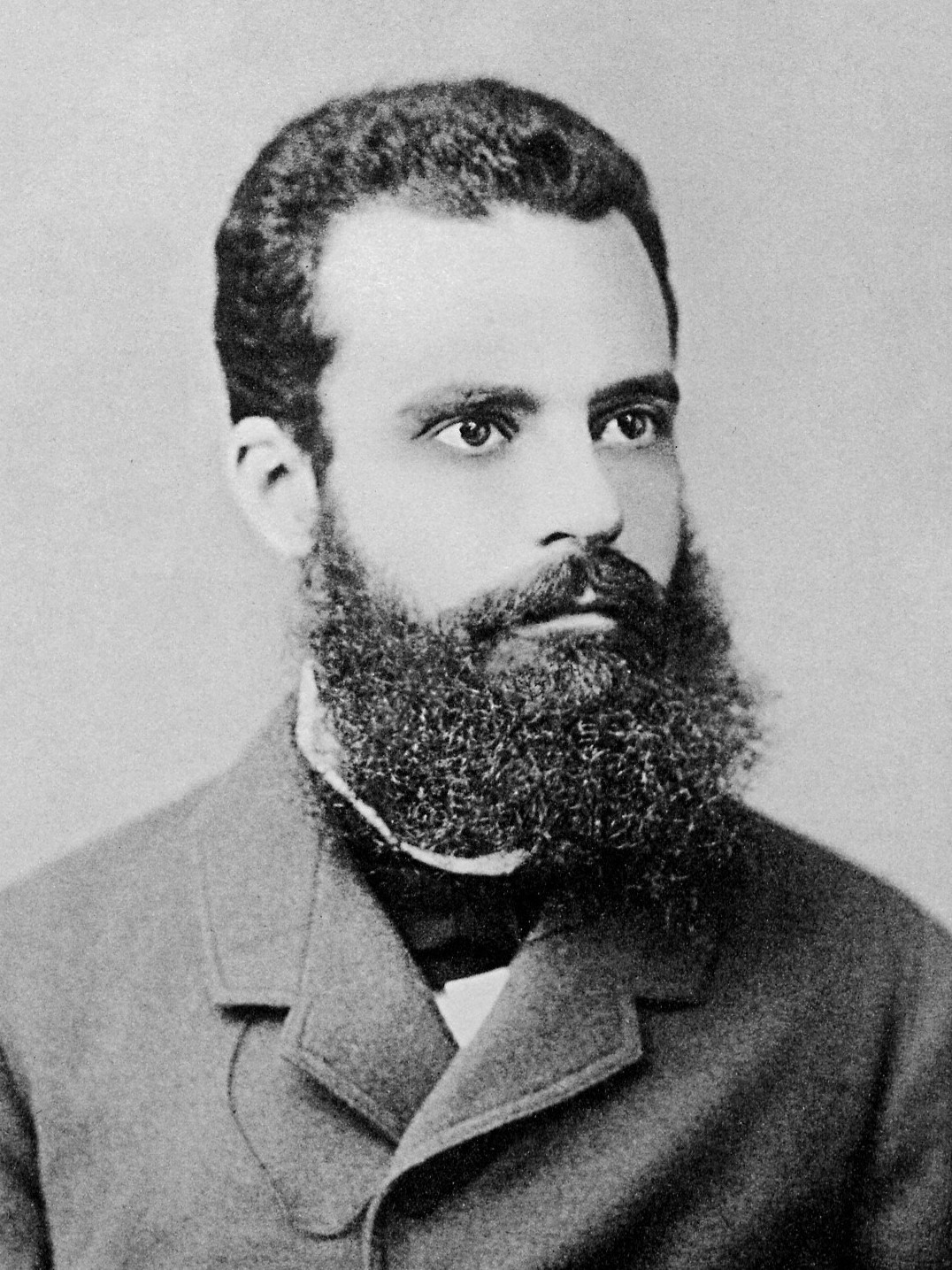
帕累托

1890年洛桑大学建校伊始，还没有独立的商学院；其前身隶属于法学院，主要开设经济学课程。这一时期有两位著名的代表人物：里昂•瓦尔拉斯（1834-1910）和维尔弗雷多•帕累托（1848-1923）。瓦尔拉斯是洛桑学派和一般均衡理论的创始人，帕累托则提出了著名的帕累托最优的概念。
1911年4月15日，里昂•莫尔夫（Léon Morf）和乔治•佩亚（Georges Paillard）正式建立了隶属于法学院的高等商学院（HEC）。同年，学院迎来了它的首批12位学生。里昂•莫尔夫出任商学院的第一任院长，同时也是管理工具，公共会计和金融数学的教授。

## 学位项目

### 本科项目

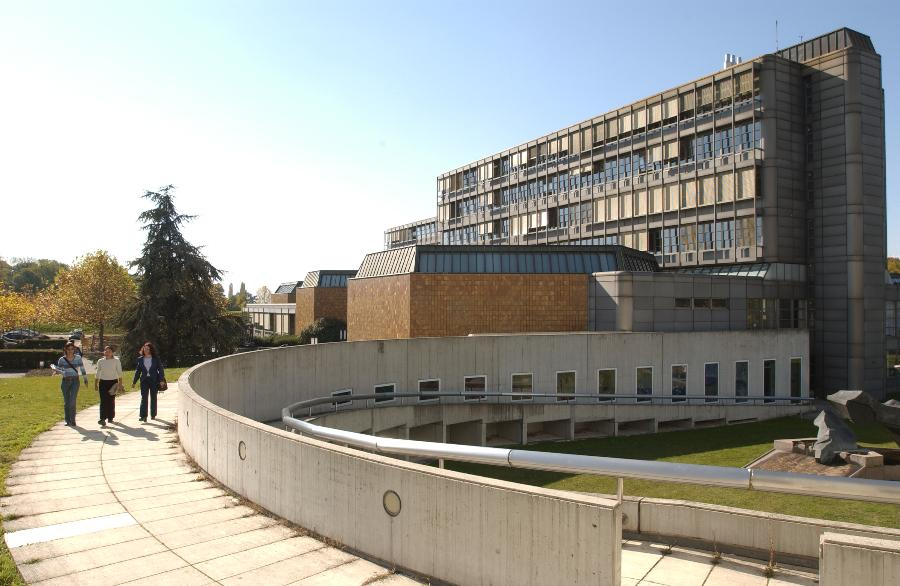
Internef，主教学楼

洛桑高等商学院的學士学制为三年。所有持有瑞士高中毕业证书或相等学历的人都可以申请就读學士。学院对学生要求十分严格，學士的第一学年竞争激烈，淘汰率高达70%。不计算第一和第二学年的重修，最少三年可以完成学业，最长修读期限为五年。
从第二学年的春季学期开始，课程大纲由两个选修专业组成，学生可以任选一个专业方向，并最终获得相应的理学学士（Bachelor of Science）学位：
- 管理学理学学士
- 经济学理学学士

### 硕士项目
洛桑高等商学院授予下列理学硕士（Master of Science）学位：
- 会计控制与金融学硕士
- 精算科学硕士
- 資訊系統硕士
- 经济学硕士
- 金融学硕士
- 管理学硕士

### 博士项目
洛桑高等商学院授予下列博士（PhD）学位：
- 精算科学博士
- 資訊系統博士
- 经济学博士
- 金融学博士
- 管理学博士
- 经济思想史博士
- 公共管理博士

### 其他研究生项目
- 資訊系統与通讯科技管理（MATIS）
- 健康经济学与管理学高级研究（MASHEM）
- 药物经济学与政策（MASPEP）
- 体育管理与科技高级研究（MSA）

### 加入博洛尼亚体系
洛桑高等商学院自2005年起改革了课程设置，加入了欧洲学分互认体系（又称博洛尼亚进程），以保证学院授予的学位标准和教学品質与欧洲高等教育区的其他学校有更强的可比性和更好的衔接性。

## Executive Education 执行教育—继续教育学院

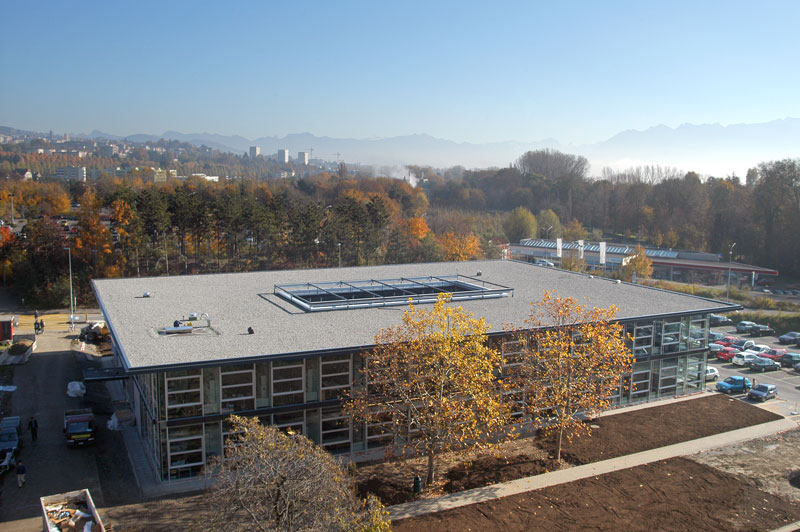
Extranef教学楼，Executive Education的主体建筑。

洛桑大学商学院提供各种继续教育的课程︰ （页面存档备份，存于）
- 执行硕士（MAS） （页面存档备份，存于）
  - 欧洲体育管理(MESGO) — 与5所高校和6个体育相关合作伙伴合作
  - 国际税务 — 与法律学院、犯罪科学学院及公共管理学院合作
  - 医疗管理

- 执行证书与文凭 （页面存档备份，存于）
  - 战略营销及传媒（CAS进修证书／DAS进修学历）
  - 金融与会计（CAS进修证书）
  - 银行战略风险（CAS进修证书）
  - 体育管理（CAS进修证书）
  - 医疗管理（CAS进修证书）

- 短期课程: （页面存档备份，存于） 在如下方面，提供1至8天的短期课程︰
  - 市场营销与传媒
  - 金融与会计
  - 战略性风险与金融风险
  - 战略性领导力

- 个性化课程: （页面存档备份，存于） Executive Education 按需求给企业、组织、协会和其他团体提供订制的培训课程。

- 另外附属于执行教育的课程
  - 体育管理及技术（MAS）—与洛桑国际体育科学技术研究院合作（AISTS）
  - 在亚洲做生意（CAS进修证书）—与洛桑联邦理工学院合作（EPFL）
  - 文化管理（DAS进修学历）—与洛桑继续教育合作（FCUE）

## 交流项目
学院定位面向国际化，国际交流频繁，除了洛桑大学签署的国际交流项目之外，学院还与世界各国的90多所大学和学院建立了密切的合作关系：
- 美国：哥伦比亚大学，德州农工大学，加州大学洛杉矶分校安德森管理学院，密歇根大学安娜堡分校，克莱蒙研究生大学（Claremont Graduate University）
- 加拿大：蒙特利尔高等商学院，麦吉尔大学，英属哥伦比亚大学，西安大略大学毅伟商学院
- 德国：厄斯特里希-温克尔欧洲商学院，柏林自由大学，WHU-奥托拜斯海姆管理学院，曼海姆大学
- 印度：印度班加罗尔管理学院
- 中国：北京大学，上海财经大学
- 香港：香港中文大学，香港大学
- 瑞士：圣加仑大学
- 意大利：博科尼大学

以及巴黎政治学院，新加坡国立大学等。
完整的列表请见：洛桑高商交流项目网页

## 学术研究
洛桑高商治学严谨，其研究成果对相关产业贡献很大。学院设有下列研究机构：
- 旅游业研究所（IT）
- 银行与金融研究所（IBF）
- 資訊系統研究所（ISI）
- 会计审计与金融研究所（URCCF）
- 管理学研究所（IRM）
- 应用宏观经济学研究所（Créa）
- 健康经济学与管理学研究所（IEMS）
- 精算科学研究所（ISA）
- 计量经济学与政治经济学系（DEEP）完整的研究领域列表请见： （页面存档备份，存于）

## 学生生活
洛桑高商有多个学生组织，它们举办丰富多样的活动，使学生有机会在学习期间体验真实的商业环境和运作机制。它们为学生与企业的交流搭建了一个良好的平台，给学生的择业提供了有益的指导和帮助。
学院的学生组织有：AIESEC ，洛桑高商学生会 （页面存档备份，存于），金融俱乐部等。
欲了解更多信息请见洛桑高商网站 （页面存档备份，存于）。

## 学院声誉及排名
在2008年德克萨斯大学的“世界前100名商学院研究水平排名”中，洛桑高等商学院跻身欧洲顶尖的商学院之一：
- 瑞士排名第一
- 欧洲排名第八
- 世界排名102

2007年“QS TopMBA.com国际雇主调查”显示，在最受跨国公司青睐的商学院排名中，洛桑高商位列：
- 瑞士第三
- 欧洲第21

2008年Eduniversal官方评选评价洛桑高商是一所“国际知名的顶尖商学院”，在瑞士排名第三，仅次于洛桑国际管理發展学院（简称IMD，世界排名第一的商学院）和圣加仑高等商学院。

## 校友

### 知名校友
- Louis C. Camilleri，奥驰亚集团 （页面存档备份，存于）首席执行官
- Jean-Claude Biver，恒宝表 （页面存档备份，存于）首席执行官
- Goetschin Blaise，日内瓦州银行首席执行官
- Nicolas Campiche，Pictet银行非主流投资部首席执行官
- Daniel Wanner，Pictet & Cie银行（页面存档备份，存于）首席财务官
- Luc Antoine Baehni，CGN公司（页面存档备份，存于）首席执行官
- Christian D. Wanner，LeShop.ch首席执行官
- Marc Dardenne，毅马酒店集团 （页面存档备份，存于）首席执行官
- Aldo Magada，百德勒特 （页面存档备份，存于）首席执行官；御爵 （页面存档备份，存于）前任首席执行官
- Etienne Jornod，Galenica集团 （页面存档备份，存于）董事会主席
- Georges Muller，SGS公司 （页面存档备份，存于）董事会主席
- Claude Béglé，瑞士邮政 （页面存档备份，存于）董事会主席
- Joseph « Sepp » Blatter，国际足联主席
- Andres Vassilis Andrekson（艺名“Stress”），瑞士著名说唱乐歌手
- Roland Decorvet，雀巢中国 （页面存档备份，存于）首席执行官
- Yves Manghardt，雀巢南美公司首席执行官
- Christiane Kuehne，雀巢集团副总监
- Alfred Steinherr教授，欧洲投资银行 （页面存档备份，存于）首席经济学家

### 校友组织
- 洛桑高商校友会 （页面存档备份，存于）
- MBA校友会
- 银行学与金融学硕士校友会（GMBF） （页面存档备份，存于）
- 技术管理高级工商管理硕士校友会

### 历任院长
- 2006年－2009年：Suzanne de Treville
- 2004年－2006年：François Grizel
- 2002年－2004年：Alexander Bergmann
- 1990年－2000年：Olivier Blanc
- 1986年－1990年：Francis Léonard
- 1977年－1986年：Charles Iffland
- 1961年－1977年：Robert Grosjean
- 1936年－1961年：Jules Chuard
- 1928年－1936年：Adolphe Blaser
- 1925年－1928年：Georges Paillard
- 1911年－1925年：Léon Morf

## 外部連結
- 洛桑高等商學院官方網站 （页面存档备份，存于）